# Virginio Cenci Bolognetti, V principe di Vicovaro
Virginio Cenci Bolognetti, V principe di Vicovaro (Roma, 1765 – Roma, 18 agosto 1837), è stato un principe e politico italiano.

## Biografia
Nato a Roma nel 1765, era figlio di Girolamo Cenci Bolognetti, IV principe di Vicovaro e di sua moglie, Maria Isabella Petroni. Nel 1796 divenne cameriere d'onore di cappa e spada soprannumerario di papa Pio VII e succedette al padre come quinto principe di Vicovaro alla morte di questi nel 1803.
Intrapresa la carriera politica nella municipalità romana, nel 1806 e sino al 1808 fu scriba senatus e, dal 1810 al 1814, membro del consiglio comunale di Roma. Consigliere nella direzione generale del debito pubblico (1811-1814), fu membro del bureau di giustizia e pace nel 1811. Nel 1812 divenne presidente dell'assemblea cantonale del circondario di Roma per il II cantone, rimanendo in carica sino al 1814, ricoprendo nel contempo anche la carica di membro della Commissione delle fabbriche delle chiese. Per un solo anno dal 1813 al 1814 fu presidente del Collegio elettorale e del circondario di Tivoli, e nel 1814 divenne comandante della 3ª coorte della Guardia Nazionale.
Con la restaurazione pontificia, nel 1818 divenne membro del tribunale dell'agricoltura, vendendo però vaste proprietà al barone Girolamo Gavotti Verospi.
Morì il 18 agosto 1837 a Roma.

## Matrimonio e figli
Virginio Cenci Bolognetti sposò la principessa siciliana Clelia Bonanno e Branciforte della Cattolica dalla quale ebbe i seguenti figli:
- Maria Anna Maddalena (1798-1870)
- Alessandro (1801-1872), VI principe di Vicovaro
- Anna Maria (1805-1870)
- Maria Caterina Anna (?-?)
- Maria Giulia Teresa (?-?)
- Maria Francesca Paolina (?-?)
- Salvatore (1818-1900), sposò Luisa Berardi
- Veronica (?-?), sposò Oreste Macchi di Cellere, I conte di Cellere

## Albero genealogico
|                                                    |  |                                                | Genitori                                                |  |  | Nonni |  |  | Bisnonni      |  |  | Trisnonni      |  |
|                                                    |  |                                                |                                                         |  |  |       |  |  | Tiberio Cenci |  |  | Virginio Cenci |  |
|                                                    |  |                                                |                                                         |  |  |       |  |  | Tiberio Cenci |  |  | Virginio Cenci |  |
|                                                    |  | Maria Vittoria Verospi                         |                                                         |  |  |       |  |  | Tiberio Cenci |  |  |                |  |
| Virginio Cenci                                     |  |                                                |                                                         |  |  |       |  |  | Tiberio Cenci |  |  |                |  |
|                                                    |  | Maria Eleonora Maddalena Costaguti             | Giovanni Giorgio Costaguti, marchese di Sipicciano      |  |  |       |  |  |               |  |  |                |  |
|                                                    |  | Maria Eleonora Maddalena Costaguti             | Giovanni Giorgio Costaguti, marchese di Sipicciano      |  |  |       |  |  |               |  |  |                |  |
|                                                    |  | Maria Eleonora Maddalena Costaguti             | Maria Isabella Strozzi                                  |  |  |       |  |  |               |  |  |                |  |
| Girolamo Cenci Bolognetti, IV principe di Vicovaro |  | Maria Eleonora Maddalena Costaguti             |                                                         |  |  |       |  |  |               |  |  |                |  |
|                                                    |  | Ferdinando Bolognetti, II principe di Vicovaro | Paolo Bolognetti, I principe di Vicovaro                |  |  |       |  |  |               |  |  |                |  |
|                                                    |  | Ferdinando Bolognetti, II principe di Vicovaro | Paolo Bolognetti, I principe di Vicovaro                |  |  |       |  |  |               |  |  |                |  |
|                                                    |  | Ferdinando Bolognetti, II principe di Vicovaro | Veronica Alamandini                                     |  |  |       |  |  |               |  |  |                |  |
| Marianna Caterina Bolognetti di Vicovaro           |  | Ferdinando Bolognetti, II principe di Vicovaro |                                                         |  |  |       |  |  |               |  |  |                |  |
|                                                    |  | Flavia Theodoli                                | Carlo Theodoli, marchese di San Vito Romano e Pisoniano |  |  |       |  |  |               |  |  |                |  |
|                                                    |  | Flavia Theodoli                                | Carlo Theodoli, marchese di San Vito Romano e Pisoniano |  |  |       |  |  |               |  |  |                |  |
|                                                    |  | Flavia Theodoli                                | Francesca Sacchetti                                     |  |  |       |  |  |               |  |  |                |  |
| Virginio Cenci Bolognetti, V principe di Vicovaro  |  | Flavia Theodoli                                |                                                         |  |  |       |  |  |               |  |  |                |  |
|                                                    |  |                                                |                                                         |  |  |       |  |  |               |  |  |                |  |
|                                                    |  |                                                |                                                         |  |  |       |  |  |               |  |  |                |  |
|                                                    |  |                                                |                                                         |  |  |       |  |  |               |  |  |                |  |
| Alessandro Petroni                                 |  |                                                |                                                         |  |  |       |  |  |               |  |  |                |  |
|                                                    |  |                                                |                                                         |  |  |       |  |  |               |  |  |                |  |
|                                                    |  |                                                |                                                         |  |  |       |  |  |               |  |  |                |  |
|                                                    |  |                                                |                                                         |  |  |       |  |  |               |  |  |                |  |
| Maria Isabella Petroni                             |  |                                                |                                                         |  |  |       |  |  |               |  |  |                |  |
|                                                    |  |                                                |                                                         |  |  |       |  |  |               |  |  |                |  |
|                                                    |  |                                                |                                                         |  |  |       |  |  |               |  |  |                |  |
|                                                    |  |                                                |                                                         |  |  |       |  |  |               |  |  |                |  |
|                                                    |  |                                                |                                                         |  |  |       |  |  |               |  |  |                |  |
|                                                    |  |                                                |                                                         |  |  |       |  |  |               |  |  |                |  |
|                                                    |  |                                                |                                                         |  |  |       |  |  |               |  |  |                |  |
|                                                    |  |                                                |                                                         |  |  |       |  |  |               |  |  |                |  |
|                                                    |  |                                                |                                                         |  |  |       |  |  |               |  |  |                |  |